# Львов, Юрий Яковлевич
Юрий Яковлевич Львов (1941—2004) — советский работник промышленности, бригадир электромонтажников Оренбургского монтажного управления треста «Южуралэлектромонтаж», Герой Социалистического Труда (1979).

## Биография
Родился 4 мая 1941 года в Оренбурге в семье рабочего.
После окончания восьмилетней школы, в 1957 году, начал трудовую деятельность учеником электромонтажника в тресте «Южуралэлектромонтаж». После службы в Советской армии вернулся на своё рабочее место — работал и одновременно учился в вечерней школе рабочей молодежи. Позже окончил Челябинский электромонтажный техникум. С 1965 года Юрий Львов — бригадир электромонтажников Оренбургского монтажного управления треста «Южуралэлектромонтаж» Министерства монтажных и специальных строительных работ СССР. Его бригада участвовала в строительстве комбината шелковых тканей, завода резино-технических изделий, газоперерабатывающего и гелиевого заводов.
Бригаде Львова доверяли сложные работы, она вышла победительницей в социалистическом соревновании, выполняла задания в срок и с отличным качеством. Кредо бригадира было — поиск оптимальных вариантов монтажа и рационализация производственных процессов. Десятую пятилетку бригада выполнила за три года.
Кроме производственной, Ю. Я. Львов занимался общественной деятельностью — избирался депутатом Оренбургского городского Совета народных депутатов, был делегатом XXVI съезда КПСС. Обучал молодых рабочих своей профессии.
Скончался 13 января 2004 года. Похоронен на кладбищенском комплексе «Степной-1».

## Награды
- Указом Президиума Верховного Совета СССР от 14 марта 1979 года за выдающиеся производственные успехи, достигнутые при сооружении третьей очереди и освоении Оренбургского газового комплекса, и проявленную трудовую доблесть Львову Юрию Яковлевичу было присвоено звание Героя Социалистического Труда с вручением ордена Ленина и золотой медали «Серп и Молот».
- Также был награждён орденом Трудового Красного Знамени, орденом Трудовой Славы 3-й степени и медалями.